# Моро (Орегон)
Моро (англ. Moro) — город в США, расположенный в северной части штата Орегон, является административным центром округа Шерман. По данным переписи населения 2010 года в городе проживало 324 человека. Моро был основан 17 февраля 1899 года Законодательным собранием Орегона. Это самый малонаселённый административный центр Орегона.

## География и климат
По данным Бюро переписи населения США, общая площадь города составляет 1,27 км².
Согласно классификации климатов Кёппена, в Моро преобладает средиземноморский климат (Csb) с жарким сухим летом с прохладным утром и прохладной влажной зимой. Летом днём очень жарко или жарко, и в целом солнечно: среднее количество осадков составляет всего  2,8 мм в августе и 3,3 мм в июле.

## Население
Согласно переписи населения 2010 года в городе проживало 324 человека. Плотность населения 255,3 чел./км². Расовый состав города: 92,6 % — белые, 3,1 % — коренные жители США, 2,8 % — представители других рас, 1,5 % — представители двух и более рас. Число испаноязычных жителей любых рас составило 4,0 %.
Население города по возрастному признаку распределилось таким образом: 19,4 % — жители моложе 18-ти лет, 7,1 % находились в возрасте от 18 до 24-х лет, 17,7 % находились в возрасте от 25 до 44-х лет, 30,3 % находились в возрасте от 45 до 64-х лет, 25,6 % — лица 65 лет и старше. Гендерный состав: 52,8 % — женщины и 47,2 % — мужчины.